# Wereldkampioenschappen BMX
De wereldkampioenschappen BMX worden sinds 1996 jaarlijks georganiseerd door de UCI.
Tot en met 2016 werden er  per toernooi acht evenementen gehouden. Er was de tijdrit en de gewone race (massastart) en beide disciplines werden gehouden voor mannen elite, vrouwen elite, mannen junioren en vrouwen junioren. Na dat jaar werd de tijdrit uit het programma geschrapt.

## Edities
| Editie | Jaar | Locatie                          |
| ------ | ---- | -------------------------------- |
| 1      | 1993 | Schijndel (Nederland)            |
| 2      | 1996 | Brighton (Verenigd Koninkrijk)   |
| 3      | 1997 | Saskatoon (Canada)               |
| 4      | 1998 | Melbourne (Australië)            |
| 5      | 1999 | Vallet (Frankrijk)               |
| 6      | 2000 | Córdoba (Argentinië)             |
| 7      | 2001 | Louisville (Verenigde Staten)    |
| 8      | 2002 | Paulínia (Brazilië)              |
| 9      | 2003 | Perth (Australië)                |
| 10     | 2004 | Valkenswaard (Nederland)         |
| 11     | 2005 | Parijs (Frankrijk)               |
| 12     | 2006 | São Paulo (Brazilië)             |
| 13     | 2007 | Victoria (Canada)                |
| 14     | 2008 | Peking (China)                   |
| 15     | 2009 | Adelaide (Australië)             |
| 16     | 2010 | Pietermaritzburg (Zuid-Afrika)   |
| 17     | 2011 | Kopenhagen (Denemarken)          |
| 18     | 2012 | Birmingham (Verenigd Koninkrijk) |
| 19     | 2013 | Auckland (Nieuw-Zeeland)         |
| 20     | 2014 | Rotterdam (Nederland)            |
| 21     | 2015 | Heusden-Zolder (België)          |
| 22     | 2016 | Medellín (Colombia)              |
| 23     | 2017 | Rock Hill (Verenigde Staten)     |
| 24     | 2018 | Bakoe (Azerbeidzjan)             |
| 25     | 2019 | Heusden-Zolder (België)          |
|        | 2020 | Houston (Verenigde Staten)       |
| 26     | 2021 | Papendal (Nederland)             |
| 27     | 2022 | Nantes (Frankrijk)               |
| 28     | 2023 | Glasgow (Verenigd Koninkrijk)    |
| 29     | 2024 | Rock Hill (Verenigde Staten)     |
| 30     | 2025 | Kopenhagen (Denemarken)          |